# Dinocephalia
Dinocéphales · Dinocéphaliens
Sous-ordre
Taxons de rang inférieur
- † Rhopalodontidae
- † Phreatosuchidae
- † Anteosauria
- † Tapinocephalia

Les dinocéphales, ou dinocéphaliens (Dinocephalia), forment un sous-ordre éteint de thérapsides précoces ayant vécu sur une grande partie du milieu du Permien, entre 270 et 260 millions d'années et qui disparurent avant l'extinction Permien-Trias.

## Présentation
Les dinocéphales sont caractérisés par le fait qu'ils disposent de crânes épaissis avec de nombreux boutons et projections osseuses. Les dinocéphales sont les premiers thérapsides non mammaliens à être scientifiquement décrits et leurs fossiles sont connus de Russie, de Chine, du Brésil, d'Afrique du Sud, du Zimbabwe et de Tanzanie,. Ce groupe très diversifié contient des formes carnivores, omnivores comme herbivores.

## Description
Hormis les biarmosuchiens, les dinocéphales figurent parmi les thérapsides les moins avancés, bien qu'ils soient toujours particulièrement spécialisés à leurs manières. Ils conservent un certain nombre de caractéristiques primitives (par exemple l'absence d'un palais secondaire et la présence d'un petit dentier) partagées avec leurs ancêtres pélycosaures, bien qu'ils soient également plus avancés dans la possession d'adaptations de thérapsides comme l'expansion de l'ilion et des membres plus érigés.
Leurs grandes diversités donnent naissances à des formes carnivores, omnivores comme herbivores et certains d'entre eux seraient de mode de vie semi-aquatiques alors que d'autres sont entièrement terrestres. Ils figurent parmi les plus grands animaux du Permien, seuls les plus gros caséidés et paréiasaures les rivalisant en taille.

### Taille

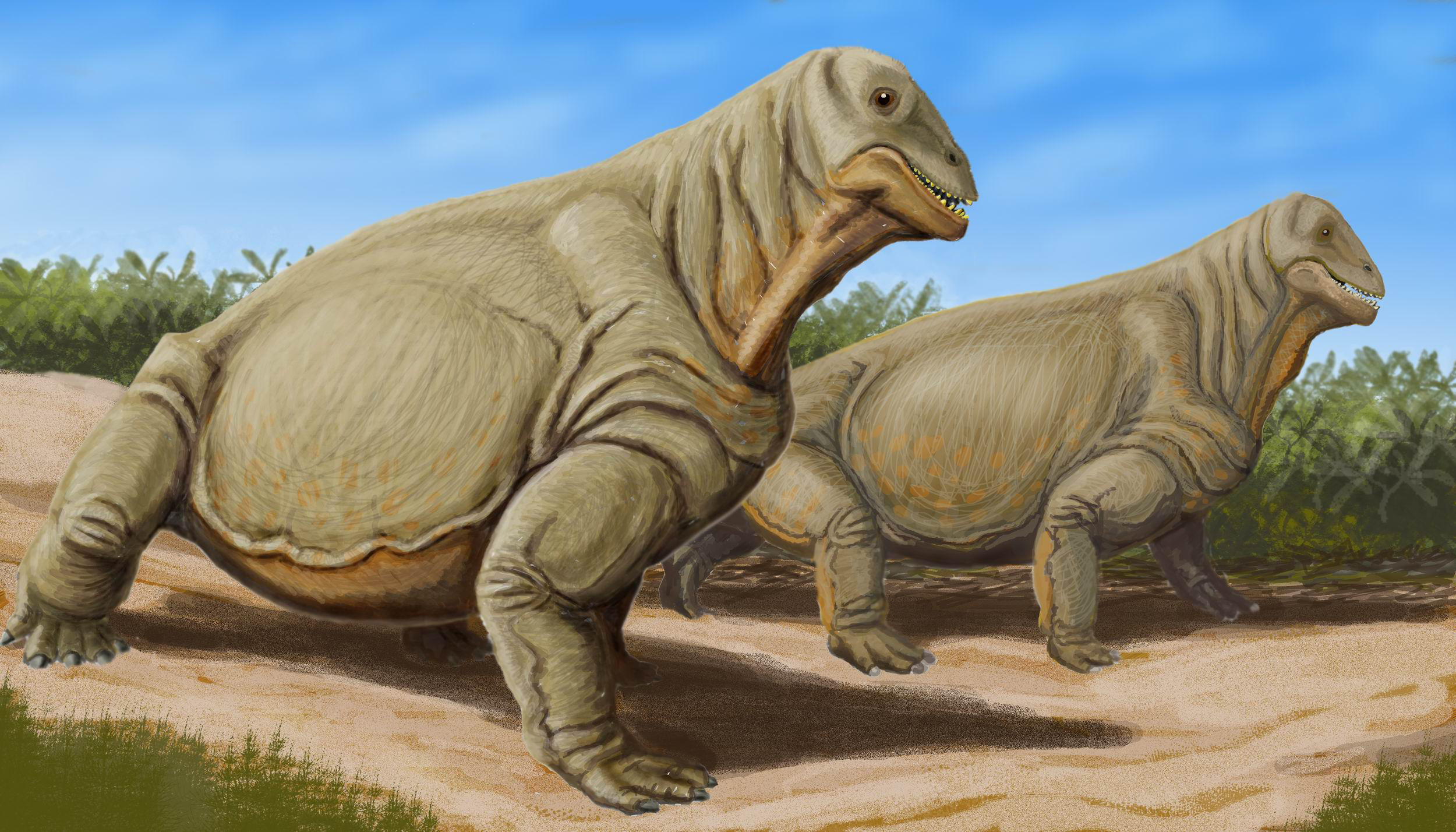
Moschops capensis, un grand dinocéphale d'Afrique du Sud, vue d'artiste par Dimitri Bogdanov.

Les dinocéphales sont généralement de grande taille. Les plus gros herbivores (Tapinocephalus) et omnivores (Titanosuchus) peuvent avoir pesé jusqu'à 2 tonnes et mesurent environ 4,5 mètres de long, tandis que les plus grands carnivores (tels que Titanophoneus et Anteosaurus) sont plus longs, avec des crânes de 80 centimètres de long et des masses globales d'environ une demi-tonne.

### Crâne

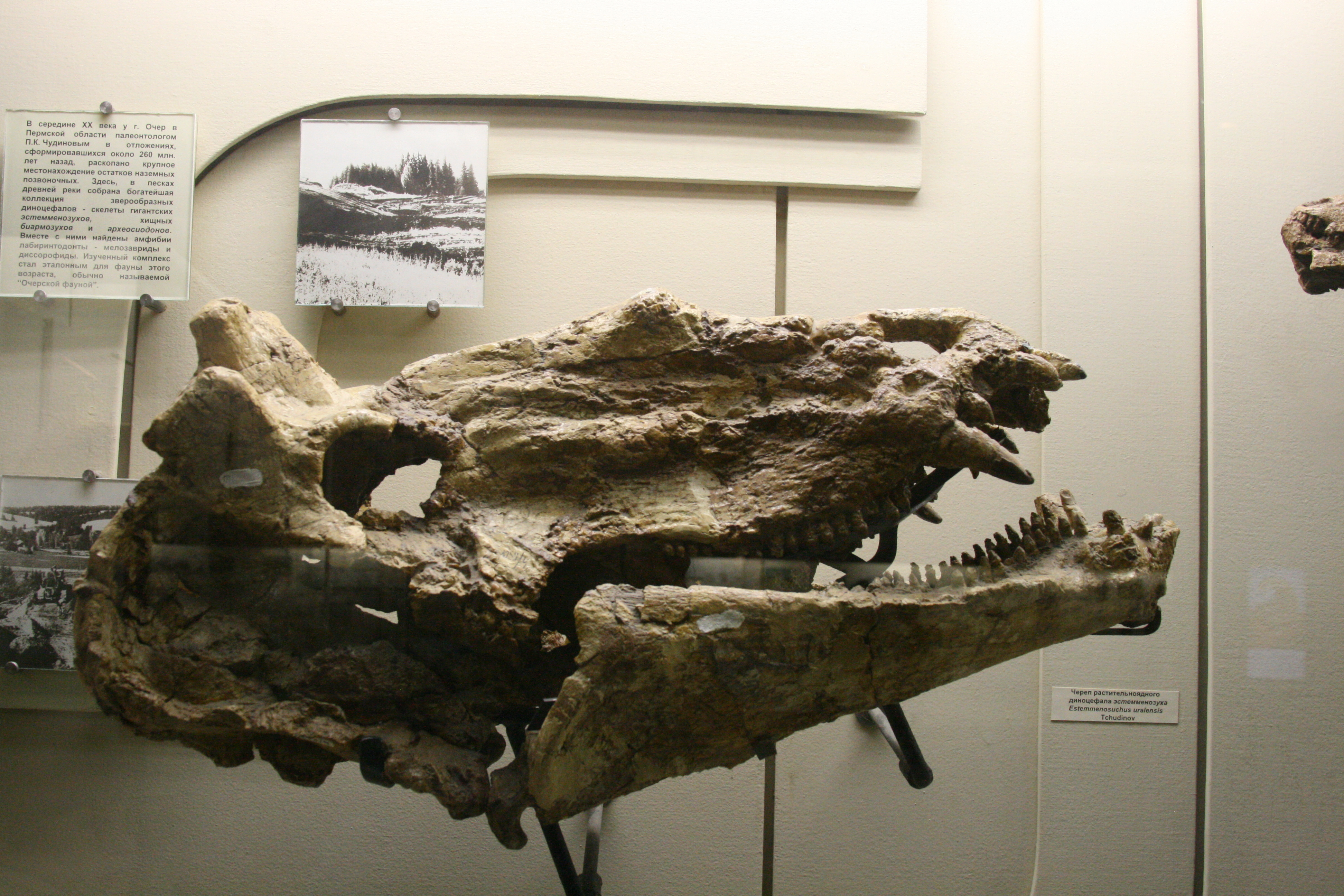
Crâne fossilisé d'Estemmenosuchus uralensis, un grand dinocéphale potentiellement omnivore, caractérisé par des structures en forme de « cornes ».

Tous les dinocéphales se distinguent par les incisives avant imbriquées. Les caractéristiques corrélées sont la région faciale nettement renversée, une région temporale profonde et un suspensorium tourné vers l'avant. Le contact de cisaillement entre les dents de la mandibule et du maxillaire (permettant de trancher plus facilement les aliments en petits morceaux pour la digestion) est obtenu en maintenant un carré fixe et un mouvement de type charnière au niveau de l'articulation de la mâchoire. Les dents inférieures sont inclinées vers l'avant et l'occlusion est obtenue par l'emboîtement des incisives. Les derniers dinocéphales ont amélioré ce système en développant des talons sur les côtés linguaux des incisives qui se rencontraient pour former une surface d'écrasement lorsque les mâchoires étaient fermées.
La plupart des dinocéphales ont développé des os du crâne fortement pachyostosés, qui semble avoir être une adaptation pour un comportement intra-spécifique le comportement agonistique, peut-être pour un territoire ou un partenaire sexuel. Chez certains d'entre eux, tels qu'Estemmenosuchus et Styracocephalus, il existe également des structures en forme de « cornes » qui évoluent indépendamment dans chaque cas.

## Histoire évolutive
Les dinocéphales sont un groupe ancien et leur ascendance n'est pas claire. On suppose qu'ils doivent avoir évolué au cours de la première partie du Roadien, ou peut-être même du Kungurien, mais aucun vestige de ces deux périodes n'a été retrouvé à ce jour. Ces animaux rayonnent aux dépens des pélycosaures qui dominaient la planète au début du Permien et ont peut-être disparu en raison de la concurrence avec les premiers thérapsides, en particulier les dinocéphales. Même les premiers membres, les estemmenosuchidés et les premiers brithopodidés de la faune russe, constituent déjà un groupe diversifié au régime alimentaire varié.
Au cours du Wordien et du début du Capitanien, les dinocéphales avancés rayonnent en un grand nombre de formes herbivores, formant une mégafaune diversifiée, retrouvée  notamment au Karoo, en Afrique australe.
Au plus fort de leur diversité, tous les dinocéphales s'éteignent soudainement, lors de l'extinction de masse du Capitanien. La raison de leur extinction n'est pas claire, le changement climatique soudain ou d'autres facteurs de stress environnemental peuvent avoir entraîné leur fin. Ils ont été remplacés par des thérapsides beaucoup plus petits lors de cette période, notamment par les dicynodontes, herbivores, ainsi que les biarmosuchiens et les thériodontes, majoritairement carnivores.

### Dinocephalia dans Therapsida
Le cladogramme ci-dessous présente la phylogénie des thérapsides selon T. S. Kemp (2011) basée selon la proposition d'Hopson et Barghausen (1986) :
|            | † Therocephalia            |
|            |                            |
| Cynodontia | \| \| Mammalia \| \| \| \| |
|            | \| \| Mammalia \| \| \| \| |
|            | Mammalia                   |
|            |                            |

|  | Mammalia |
|  |          |

|            | † Therocephalia            |
|            |                            |
| Cynodontia | \| \| Mammalia \| \| \| \| |
|            | \| \| Mammalia \| \| \| \| |
|            | Mammalia                   |
|            |                            |

|  | Mammalia |
|  |          |

|            | † Therocephalia            |
|            |                            |
| Cynodontia | \| \| Mammalia \| \| \| \| |
|            | \| \| Mammalia \| \| \| \| |
|            | Mammalia                   |
|            |                            |

|  | Mammalia |
|  |          |

|            | † Therocephalia            |
|            |                            |
| Cynodontia | \| \| Mammalia \| \| \| \| |
|            | \| \| Mammalia \| \| \| \| |
|            | Mammalia                   |
|            |                            |

|  | Mammalia |
|  |          |

|            | † Therocephalia            |
|            |                            |
| Cynodontia | \| \| Mammalia \| \| \| \| |
|            | \| \| Mammalia \| \| \| \| |
|            | Mammalia                   |
|            |                            |

|  | Mammalia |
|  |          |

|            | † Therocephalia            |
|            |                            |
| Cynodontia | \| \| Mammalia \| \| \| \| |
|            | \| \| Mammalia \| \| \| \| |
|            | Mammalia                   |
|            |                            |

|  | Mammalia |
|  |          |

|            | † Therocephalia            |
|            |                            |
| Cynodontia | \| \| Mammalia \| \| \| \| |
|            | \| \| Mammalia \| \| \| \| |
|            | Mammalia                   |
|            |                            |

|  | Mammalia |
|  |          |

|            | † Therocephalia            |
|            |                            |
| Cynodontia | \| \| Mammalia \| \| \| \| |
|            | \| \| Mammalia \| \| \| \| |
|            | Mammalia                   |
|            |                            |

|  | Mammalia |
|  |          |

|            | † Therocephalia            |
|            |                            |
| Cynodontia | \| \| Mammalia \| \| \| \| |
|            | \| \| Mammalia \| \| \| \| |
|            | Mammalia                   |
|            |                            |

|  | Mammalia |
|  |          |

|            | † Therocephalia            |
|            |                            |
| Cynodontia | \| \| Mammalia \| \| \| \| |
|            | \| \| Mammalia \| \| \| \| |
|            | Mammalia                   |
|            |                            |

|  | Mammalia |
|  |          |

|            | † Therocephalia            |
|            |                            |
| Cynodontia | \| \| Mammalia \| \| \| \| |
|            | \| \| Mammalia \| \| \| \| |
|            | Mammalia                   |
|            |                            |

|  | Mammalia |
|  |          |

|            | † Therocephalia            |
|            |                            |
| Cynodontia | \| \| Mammalia \| \| \| \| |
|            | \| \| Mammalia \| \| \| \| |
|            | Mammalia                   |
|            |                            |

|  | Mammalia |
|  |          |

|            | † Therocephalia            |
|            |                            |
| Cynodontia | \| \| Mammalia \| \| \| \| |
|            | \| \| Mammalia \| \| \| \| |
|            | Mammalia                   |
|            |                            |

|  | Mammalia |
|  |          |

|            | † Therocephalia            |
|            |                            |
| Cynodontia | \| \| Mammalia \| \| \| \| |
|            | \| \| Mammalia \| \| \| \| |
|            | Mammalia                   |
|            |                            |

|  | Mammalia |
|  |          |

|            | † Therocephalia            |
|            |                            |
| Cynodontia | \| \| Mammalia \| \| \| \| |
|            | \| \| Mammalia \| \| \| \| |
|            | Mammalia                   |
|            |                            |

|  | Mammalia |
|  |          |

|            | † Therocephalia            |
|            |                            |
| Cynodontia | \| \| Mammalia \| \| \| \| |
|            | \| \| Mammalia \| \| \| \| |
|            | Mammalia                   |
|            |                            |

|  | Mammalia |
|  |          |